# 中国历史年表
中國歷史年表依年份列出中國歷史上的重大事件。在朝代更迭之間，執政權經常不會立即轉移，故前朝結束的下一年，並非一定為新朝代的真正起始點。

## 三代

### 夏朝
- 約前2070年：大禹建夏。[古 1]
- 約前2031年：太康失国。[古 2]
- 約前1967年：寒浞攝政。[古 3]
- 約前1927年：少康復國。[古 4]
- 約前1889年：杼攻東夷。[古 5]
- 約前1747年：不降西征。[古 6]
- 約前1617年：商湯革命，夏亡。[古 7]

### 商朝
- 約前1600年：成湯之治。[古 8]
- 約前1370年：九世之亂。[古 9]
- 約前1286年：盤庚中興。[古 10]
- 約前1192年：武丁中興。[古 11]
- 約前1046年：牧野之戰，商亡。[古 12]

### 西周
- 約前1042年：周成王元年，周公攝政，引發三監之亂。[古 13]
- 約前1039年：周公營建東都洛邑。[古 14]
- 約前899年：周懿王元年，鄭國的天亮了两次（天再旦，疑為日食）。[古 15]
- 約前842年：都城發生國人暴動，周厲王逃離至彘。[古 16]
- 前841年：召穆公、周定公共同行政（一說由諸侯共伯和攝政[古 17]），號稱共和。[古 18]
- 前771年：申侯聯合西方犬戎攻入西周都城鎬京，殺周幽王，周平王繼位。[古 19]
- 前770年：周平王向東遷都至洛邑。[古 20]

### 東周（春秋）
- 前722年：鄭莊公平定共叔段之亂。時為魯隱公元年，史書《春秋》編年始於此。[古 21][註 1]
- 前720年：周平王、鄭莊公互派兒子為人質，周天子地位大為降低。[古 22]
- 前707年：周桓王率諸侯軍隊伐鄭，被鄭莊公打敗且肩膀中箭，諸侯爭霸時代開始。[古 23]
- 前704年：楚武王熊通稱王，為諸侯稱王之始。[古 24]
- 前685年：齊桓公立，管仲相齊，實施變法。[古 25]
- 前656年：齊桓公率諸侯聯軍迫楚國簽訂召陵之盟，成為春秋五霸之首。[古 26]
- 前632年：晉文公率兵救宋，在城濮之戰大敗楚軍，後會盟於踐土，成為中原霸主。[古 27]
- 前627年：秦、晉會戰於殽，秦全軍覆沒。[古 28]其後秦轉向西發展，稱霸西戎。[古 29]
- 前597年：楚、晉會戰於邲，楚大勝。[古 30]
- 前579年：宋大夫華元調和晉、楚，為第一次弭兵會盟。[古 31]
- 前546年：宋大夫向戌邀晉楚和各諸侯國舉行第二次弭兵會盟，晉楚之間維持數十年和平。[古 32]
- 前506年：吳王闔閭以伍子胥為將，統兵伐楚，攻進楚都郢。[古 33]
- 前497年：孔子周遊列國始。[古 34]
- 前496年：吳軍伐越，闔閭戰敗並因傷而亡。[古 35]
- 前494年：吳王夫差興兵敗越，越王勾踐求和。[古 36]
- 前473年：越王勾踐消滅吳國，夫差自殺[古 37]。勾踐與齊晉會盟於徐，為春秋最後一個霸主[古 38]。

### 東周（戰國）
- 前453年：晉國氏族韓、趙、魏三家盡滅智氏，瓜分其地。[古 39]
- 前434年：晉哀公死，晉幽公即位。韓、趙、魏瓜分晉國，只留絳與曲沃兩地。[古 40]
- 前409年：魏伐秦，築臨晉、元裏。[古 41]
- 前408年：魏伐中山[古 42]。魏伐秦，至鄭而還，築雒陰、合陽[古 43]。
- 前403年：周威烈王承認韓、趙、魏為諸侯。司馬光《資治通鑒》所載始於此年。[古 44][註 2]
- 前386年：周安王正式冊命田和為齊侯，取代姜氏齊國。[古 45]
- 前379年：齊康公死，姜太公香火斷絕，田氏併其食邑。[古 46]
- 前359年：秦孝公任用商鞅，實施變法。[古 47]
- 前354年：魏軍圍攻趙都邯鄲，次年趙求救於齊，齊孫臏引兵圍攻魏都大梁，又在桂陵大敗魏軍。[古 48][註 3]
- 前344年：魏侯召集逢澤之會，率諸侯朝見周天子，為中原諸侯首先稱王者。[古 49][古 50]
- 前343年：魏發兵攻韓，韓求救於齊。[古 51][古 52]
- 前342年：齊在馬陵之戰大敗魏軍，魏將龐涓兵敗自殺。[古 53]
- 前340年：秦拜卫鞅为商君。[古 54]
- 前318年：函谷關之戰，韓、趙、魏、楚、燕五國被秦軍擊退。[古 55]
- 前314年：燕國內亂，齊國佔領燕國，後退兵。[古 56]
- 前307年：趙武靈王實行胡服騎射。[古 57]
- 前296年：齊、韓、魏、趙、宋、中山六國聯兵攻秦，秦割地予韓、魏以求和。[古 58]
- 前287年：趙、魏、韓、燕、楚五國聯兵攻秦，秦被迫割地給趙、魏以求和。
- 前286年：齊國攻滅宋國。[古 59]
- 前284年：燕、秦、韓、趙、魏五國聯兵攻齊，燕軍陷齊都臨淄[古 60]。齊失七十餘城，只餘莒和即墨[古 61]。
- 前280年：秦將司馬錯攻陷楚國黔中，楚國割讓漢北及上庸予秦。[古 62]
- 前279年：楚國於鄢之戰敗於秦軍。[古 63]
- 前278年：
  - 秦將白起攻陷楚都郢，楚遷都至陳[古 64]。楚國詩人屈原投汨羅江自盡[古 65]。
  - 即墨守將田單以火牛陣大敗燕軍，齊國復國，但國力已衰。[古 66]
- 前271年：范雎向秦昭王獻「遠交近攻」之策。[古 67]
- 前262年：秦伐韓，切斷上黨郡與韓都新鄭的聯繫。上黨求救於趙，趙派老將廉頗率軍聲援。[古 68]
- 前260年：秦將白起在長平之戰大敗趙軍，坑殺40萬降卒。[古 69]
- 前258年：魏信陵君[古 70]、趙平原君[古 71]、楚春申君[古 72]於邯鄲城下大破秦軍；後信陵君率五國之兵於函谷關再勝秦軍[古 73]。
- 前256年：周赧王號召天下諸侯攻秦，秦王怒而攻周，西周公投降。同年赧王卒，周民東亡，周朝滅亡。[古 74]
- 前249年：秦相呂不韋帶兵滅位於鞏邑的東周公。[古 75]
- 前241年：韓、魏、趙、衛、楚五國聯兵擊秦，秦國反擊[古 76]。楚再遷都至壽春以避秦軍[古 77]。
- 前230年：秦滅韓。[古 78]
- 前228年：秦滅趙。趙公子嘉自立為代王。[古 79]
- 前225年：秦滅魏。[古 80]
- 前223年：秦滅楚。[古 81]
- 前222年：秦滅燕、越、代。[古 82]
- 前221年：秦滅齊，統一中原。[古 83]

## 秦漢

### 秦朝
- 前221年：秦始皇分天下為三十六郡；同年統一度量衡，車同軌，書同文。[古 84]
- 前219年：秦始皇舉行封禪大典。[古 85]
- 前215年：秦始皇命蒙恬率三十萬大軍北伐匈奴，佔領河套地區。[古 86]
- 前213年：秦始皇焚毀天下詩、書、百家語和非秦國史書。[古 87]
- 前212年：秦始皇在咸陽坑殺犯禁者四百六十餘人。[古 88]
- 前210年：秦始皇亡於東巡[古 89]。宦官趙高與丞相李斯擁立次子胡亥，假詔賜死長子扶蘇[古 90]。
- 前209年：陳勝、吳廣在大澤鄉「揭竿起義」，號為張楚，各地紛紛響應。[古 91]
- 前208年：趙高陷害李斯，腰斬於咸陽，夷三族。趙高為相。[古 92]
- 前207年：項羽率楚軍於鉅鹿大破秦軍[古 93]。同年劉邦入咸陽，秦王子嬰投降，秦亡[古 94]。

### 楚汉争霸（西楚）
- 前206年：項羽尊楚懷王熊心為楚義帝[古 95]。十二月，項羽自封為西楚霸王，分封十八路諸侯[古 96]。劉邦被封為漢王[古 97]。
- 前206年：韓信領軍暗渡陳倉大敗章邯。[古 98]
- 前205年：項羽率西楚軍於彭城擊潰漢軍。[古 99]
- 前203年：漢立韓信為齊王。[古 100]
- 前202年：漢軍包圍楚軍於垓下[古 101]，項羽突圍後於烏江自刎而死[古 102]。

### 西汉
- 前202年：漢王劉邦即皇帝位，是爲漢高祖[古 103]。韓信被改封為楚王。[古 104]
- 前200年：漢高祖率漢軍北伐匈奴，被圍困於白登七天，賄賂匈奴閼氏才得以脫險。[古 105]
- 前196年：陽夏侯陳豨及淮南王英布起兵反叛被平定[古 106][古 107]。韓信及梁王彭越被殺，激起消滅異姓王風潮[古 108]。
- 前154年：吳王劉濞等七個地方諸侯王聯合起兵叛變，史稱七國之亂，為太尉周亞夫率軍平定。[古 109]
- 前140年：是歲為漢武帝「建元」元年，是中國帝王使用年號之始。[古 110][古 111][註 4]
- 前140年：漢武帝採儒生董仲舒之議，罷黜百家，表章六經。[古 112][古 113][今 1]
- 前139年：張騫出使西域，十三年後返國。[古 114][古 115]
- 前127年：衛青北擊匈奴，收復河南地、隴西、北地、上郡的北部，置朔方、五原二郡。[古 116]
- 前121年：霍去病擊匈奴，收復河西走廊，設酒泉及武威二郡。後又分割為張掖、敦煌二郡。[古 117]
- 前119年：漢武帝頒布算緡令，後又頒布告緡令，徵收財產稅。[古 118][古 119]
- 前118年：漢武帝改革幣制，廢除半兩錢，改行五銖錢。[古 120]
- 前112年： 漢平南越，西漢正式佔領嶺南。
- 前91年：《史記》成書[古 121]。巫蠱之禍[古 122]。
- 前89年：漢武帝下輪台罪己詔。[古 123]
- 前60年：漢宣帝正式設立西域都護府。[古 124]
- 前33年：昭君出塞。[古 125]
- 前8年：王莽繼任大司馬大將軍。[古 126]
- 6年：王莽立兩歲的孺子嬰為皇太子，自稱「攝皇帝」或「假皇帝」。[古 127]
- 8年：王莽篡漢，自立為帝，改國號為新。[古 128][古 129]

### 新朝
- 9年：王莽改制。[古 130]
- 17年：綠林軍興起於荊北。[古 131]
- 18年：赤眉軍興起於青徐地區。[古 132]
- 23年：昆陽之戰王莽被殺，新朝滅亡[古 133]。劉玄為更始帝，國號仍為漢，史稱玄漢[古 134]。
- 25年：劉玄投降赤眉軍後被殺[古 135]。劉秀為漢光武帝，國號仍為漢，史稱東漢或後漢[古 136]。

### 东汉
- 35年：馬援擊破先零羌於臨洮（今甘肅岷縣）。[古 137]
- 37年：東漢統一戰爭結束。[古 138]
- 43年：馬援平定交阯反叛（今越南中部）。[古 139]
- 74年：班超出使疏勒[古 140]。耿秉、竇固等出兵西域[古 141]。
- 89年：南匈奴與漢朝聯軍大破北匈奴，迫使其西遷。[古 142]
- 92年：漢和帝與宦官鄭眾密謀鏟除外戚竇憲，宦官干政始。[古 143]
- 97年：班超派甘英出使大秦，至安息西界而還。[古 144]
- 166年：第一次黨錮之禍。[古 145]
- 168年：第二次黨錮之禍。[古 146]
- 184年：張角於鉅鹿、廣宗起兵反漢，黃巾之亂爆發。
- 189年：漢靈帝崩後，何進引董卓入京，董卓廢帝，各地軍閥舉兵反董卓。
- 190年：董卓挾帝遷都長安，群雄割據的局面開始。
- 191年：劉表擊敗孫堅。袁紹擊敗韓馥。
- 192年：呂布殺董卓。董卓餘部李傕、郭汜等佔領長安。
- 196年：曹操挾漢獻帝到許昌。
- 197年：袁術稱帝。張繡詐降擊敗曹操。
- 198年：曹操消滅了呂布的勢力。
- 199年：袁紹消滅了公孫瓚的勢力。
- 200年：曹操於官渡之戰擊敗袁紹軍。
- 207年：曹操統一北方。
- 208年：孫權、劉備聯軍於赤壁之戰大敗曹軍。
- 211年：曹操討伐漢中張魯。韓遂，馬超反曹。
- 214年：劉璋投降，劉備入主益州。
- 220年：漢獻帝被迫禪位，曹丕篡漢自立，改國號「魏」，史稱「曹魏」，東漢亡。

## 魏晉南北朝

### 三國
- 221年：劉備於成都稱帝，國號仍為「漢」，史稱「蜀漢」。
- 222年：劉備戰敗於夷陵之戰，孫權取得大部分荊州。
- 223年：劉備病歿，諸葛亮輔佐其子劉禪，並與孫權恢復同盟。
- 225年：蜀漢諸葛亮平定南中叛軍，雍闓等被殺，孟獲投降。
- 227年：諸葛亮第一次北伐。
- 229年：孫權於建業稱帝，國號吳。
- 234年：諸葛亮最後一次北伐，同年病死於五丈原。
- 240年：蜀汉大將姜维第一次北伐。
- 249年：曹魏大臣司馬懿發動政變，史稱高平陵之變，誅宗室曹爽。
- 262年：姜维最後一次北伐。
- 263年：曹魏滅蜀漢。
- 264年：滅蜀元勳鍾會及姜維叛變，被司馬昭平定，钟会及姜维被殺。
- 266年：司馬炎篡魏自立，國號晉，曹魏滅亡。
- 280年：晉滅吳，統一中國。三國時期結束。

### 西晉
- 279年：司馬炎下令六路晉軍攻吳。
- 280年：吳主孫皓出降，吳亡。
- 291年：惠帝皇后賈南風唆使楚王司馬瑋殺汝南王司馬亮，開啟八王之乱。
- 296年：氐族人楊茂搜率部落遷至仇池，稱王，史稱「前仇池」。
- 300年：凉州刺史张轨及其子张寔守土保境，中原百姓纷纷前来避乱。张氏虽然接受东晋封号，但与东晋相距万里，实际上也是一个割据政权。
- 304年：匈奴貴族劉淵起兵，稱漢王。同年氐族李雄在益州稱成都王。
- 306年：李雄稱帝，國號「成」。同年晉東海王司馬越消滅其他對手，控制朝政，毒死惠帝，立懷帝，八王之亂結束
- 307年：慕容廆称前燕单于，开始割据，以龙城（今辽宁朝阳）为国都，招徕中原地区的汉族流民，组织屯田垦荒。
- 308年：劉淵稱帝，建都平陽，國號「漢」。
- 310年：刘渊死，刘聪即位。
- 311年：漢帝劉聰攻陷洛陽，擄晉懷帝司馬熾，放火焚宮，屠殺官民，史稱「永嘉之禍」。
- 313年：祖逖受命為豫州刺史，率部屬北渡長江。
- 316年：晉愍帝投降被殺，西晉滅亡。

### 東晉／十六國
- 317年：琅邪王司馬睿在建康稱晉王。
- 318年：司馬睿即帝位，為晉元帝。
- 319年：漢帝劉曜改國號為「趙」，史稱「前趙」。同年石勒稱趙王，史稱「後趙」。
- 320年：涼州牧張茂建年號永元，已成為實質獨立政權。
- 321年：晉元帝派戴淵為征西將軍，以監督祖逖。同年祖逖激憤患病而亡。
- 322年：王敦起兵攻陷建康，史稱「王敦之亂」。同年石勒南進，再佔黃河以南之地。
- 329年：後趙滅前趙。
- 337年：慕容皝稱燕王，史稱「前燕」。
- 338年：成帝李壽改國號為「漢」，史稱「成漢」。同年代王拓跋什翼犍自立，國號「代」。
- 342年：前燕擊敗了後趙的二十萬大軍，建都龍城。
- 345年：涼州張駿稱涼王，都姑臧，國號「涼」，史稱「前涼」。
- 346年：東晉桓溫討伐成漢。
- 347年：東晉桓溫滅成漢。
- 350年：氐族人苻洪佔據關中，稱三秦王，不久為後趙毒殺。同年冉閔奪後趙政權稱帝，國號「魏」，建都鄴，史稱「冉魏」。
- 351年：苻健稱帝，定都長安，國號「大秦」，史稱「前秦」。
- 352年：前燕殺冉閔，攻破鄴都，冉魏亡。
- 354年：東晉桓溫北伐前秦，苻健採用堅壁清野戰術，打敗晉軍，桓溫缺糧撤退。
- 356年：東晉桓溫擊潰河南姚襄，收復洛陽，修謁皇陵。
- 369年：東晉桓溫討伐前燕，初勝，後為燕將慕容垂敗於枋頭。
- 370年：前秦擒慕容暐，滅前燕。
- 371年：前秦滅前仇池。
- 373年：前秦攻取東晉梁、益二州，西南夷邛、筰、夜郎皆歸附於秦。
- 376年：前秦滅前涼；同年，乘鮮卑拓跋氏衰亂之際，進兵滅代，統一北方。
- 383年：前秦將領呂光討平西域。同年前秦出兵伐晉，大敗於淝水，史稱「淝水之戰」。
- 384年：前秦原前燕降將慕容垂自稱「燕王」，廢除前秦年號，建立後燕。北地長史慕容泓自稱濟北王，建立西燕；苻堅派子苻叡及羌人將領姚萇出兵討伐西燕，大敗。姚萇逃到渭北，建立後秦。
- 386年：拓跋珪即代王位，重建代國；不久改國號為「魏」，史稱「北魏」。同年呂光稱大將軍、涼州牧。後燕、後秦、西燕皆先後稱帝。
- 389年：呂光稱三河王，後改稱天王，史稱「後涼」。
- 394年：後燕滅西燕。
- 395年：後燕伐北魏，大敗於參合陂。
- 399年：拓跋珪稱帝，為魏道武帝。同年後秦乘東晉內亂，陷洛陽，淮漢以北諸城多請降。
- 403年：東晉桓玄篡位稱帝，建國桓楚。
- 404年：劉裕舉兵討伐桓玄，桓玄敗走蜀地，途中被殺。
- 405年：劉裕肅清桓氏勢力，迎晉安帝復位，掌控朝廷。
- 407年：漢人馮跋滅後燕，擁立高雲為天王，建都龍城，國號仍用「燕」，史稱「北燕」。同年匈奴人赫連勃勃自稱大夏天王、大單于，建立大夏政權。
- 409年：高雲被部下所殺，馮跋平定政變後即天王位於昌黎。
- 417年：東晉破長安，姚泓降，後秦亡。
- 417年：大夏取長安，稱帝。
- 420年：劉裕廢晉恭帝自立，建國號「宋」，史稱「劉宋」或「水宋」。東晉亡，進入「南北朝時期」。

### 南北朝
- 431年：夏主赫連定滅西秦；欲渡黃河擊北涼遭吐谷渾襲擊，兵敗被俘，夏亡。
- 436年：北魏滅北燕。
- 439年：北魏滅北涼，統一北方。
- 477年：宋將軍蕭道成弒帝劉昱，擁立宋順帝，獨攬朝政。
- 479年：蕭道成篡位，建國號「齊」，史稱齊高帝，劉宋亡。
- 485年：北魏孝文帝依漢人李安世之議，頒布均田令。
- 502年：齊宗室蕭衍篡位，建國號「梁」，史稱梁武帝，南齊亡。
- 510年：梁實施大明曆。
- 512年：原平代县地震，5310人死亡， 2722人受伤。
- 534年：北魏孝武帝元修與權臣高歡關係決裂，逃到關中投奔宇文泰。高歡在鄴城擁元善見為帝，是為東魏。其後宇文泰殺元修，在長安立元寶炬為帝，是為西魏。
- 548年：東魏降將侯景勾結梁京城守將蕭正德，舉兵謀反，史稱「侯景之亂」。
- 550年：高歡的兒子高洋建立北齊，東魏亡。
- 551年：侯景自立為漢帝。
- 552年：陳霸先、王僧辯先後擊敗侯景，侯景為部下所殺。
- 553年：梁湘東王蕭繹繼位於江陵，為梁元帝。
- 554年：蕭詧引西魏軍攻陷江陵，殺害梁元帝。
- 555年：蕭詧稱帝，並對西魏稱臣，史稱「後梁」。
- 557年：梁權臣陳霸先篡位，建國「陳」，史稱•陳武帝，南梁亡。同年宇文泰的兒子宇文覺建立北周，西魏亡。
- 577年：北周軍攻佔鄴城，高緯逃亡被擒，北齊亡。
- 580年：北周外戚楊堅自稱大丞相。
- 581年：楊堅受禪代周稱帝，改國號「隋」，史稱隋文帝，北周亡。
- 584年：隋文帝命宇文愷興建廣通渠。
- 587年：隋滅後梁。
- 588年：隋起兵伐陳。
- 589年：隋軍攻入建康，陳叔寶被俘，南陳亡。

## 隋唐五代

### 隋朝
- 581年：突厥汗国沙缽略可汗舉兵入侵隋朝。
- 583年：隋軍分八路北伐突厥。
- 598年：高句麗襲擊遼西，隋文帝派漢王楊諒迎戰，敗於高句麗。
- 599年：東突厥突利可汗戰敗降隋。
- 602年：隋征服越南前李朝，北越南地區納入版圖。
- 604年：隋煬帝派楊素、宇文愷於洛陽興建東都。
- 605年：遷都洛陽。同年隋煬帝開鑿通濟渠。同年隋將韋雲起率突厥兵大敗契丹。
- 611年：西突厥處羅可汗降隋。
- 612年：隋煬帝發兵討伐高句麗，大敗。
- 613年：隋煬帝再次發兵征討高句麗，因楊素子楊玄感謀反，退兵回國鎮壓。
- 614年：隋煬帝三度發兵征討高句麗，嬰陽王遣返楊玄感同黨斛斯政，隋因而撤軍。
- 618年：宇文化及等人發動兵變，弒煬帝。同年李淵受隋恭帝楊侑禪讓，建立唐朝。
- 619年：王世充廢他所擁立的另一位隋恭帝楊侗，隋亡。同年王世充自立為帝，建國號「鄭」。

### 唐朝
- 620年：李世民擊敗入侵河東的劉武周、宋金剛。同年洛陽鄭帝王世充與河北夏帝竇建德結盟抗唐。
- 622年：李世民擊潰鄭、夏聯軍，俘竇建德，王世充投降。
- 626年：李世民發動玄武門之變。李淵讓位，成為太上皇。李世民繼位，即唐太宗。
- 629年：唐將李靖率騎兵攻滅東突厥。
- 630年：北方各族入貢長安，諸民族尊稱唐太宗為「天可汗」。
- 635年：唐將李靖攻佔吐谷渾。
- 641年：唐派文成公主與吐蕃贊普松贊干布通婚。
- 655年：武昭儀被立為皇后。
- 657年：唐將蘇定方西征攻下西突厥汗國。
- 664年：武后殺宰相上官儀，權力日盛，與高宗並稱“二圣”。
- 666年：唐高宗封禪。
- 668年：唐滅高句麗。
- 670年：唐與新羅之間的戰爭爆發。
- 672年：吐谷渾故地為吐蕃所佔。
- 677年：高句麗舊地為新羅所佔。
- 690年：武則天廢睿宗，即帝位，改國號「周」，定都洛陽，史稱「武周」。同年，武則天創殿試。
- 705年：唐中宗復辟。
- 710年：金城公主嫁入吐蕃。同年，韋后與安樂公主謀殺中宗，立李重茂為帝，韋后攝政。同年，李隆基率禁軍殺韋后等，擁其父睿宗為帝。
- 712年：唐睿宗傳位於李隆基，是為唐玄宗。
- 713年：玄宗改元開元。
- 742年：安祿山為平盧節度使。同年，李白入長安。
- 745年：冊封楊貴妃。
- 751年：唐將高仙芝於怛羅斯戰役敗於阿拔斯王朝與石國聯軍。
- 752年：楊國忠為相。
- 755年：安史之亂爆發。
- 756年：安史叛軍入長安，唐玄宗出奔蜀地。至馬嵬驛，軍士嘩變，楊國忠、楊貴妃被殺。
- 762年：史朝義自縊，安史之亂平定。
- 783年：涇原兵變，唐德宗出奔。
- 787年：貞元劫盟。
- 791年：吐蕃陷安西都護府，西域自此斷絕。
- 806年：唐憲宗即位，是為元和中興。
- 819年：全國節度使服從。藩鎮割據局面暫告結束。
- 821年：牛李黨爭始。
- 841年：唐武宗即位，是為會昌中興。
- 845年：唐武宗大規模取締佛教。
- 846年：唐宣宗即位，是為大中之治。同年李德裕被貶，自此黨爭漸平。
- 851年：張議潮起義反吐蕃，復十一州歸唐。被任命為歸義軍節度使。
- 874年：王仙芝在長垣起兵。
- 875年：黃巢在冤句起兵，響應王仙芝。
- 884年：黃巢連敗於李克用、朱溫，後為部下所殺。
- 893年：錢鏐任鎮海節度使。
- 902年：大迭烈府夷离堇（军事首领）领兵40万伐河东代北，下九郡。
- 904年：朱全忠殺宰相崔胤，逼迫唐昭宗遷都洛陽。
- 906年：十二月，遥辇氏部落联盟首领痕德堇可汗去世，遗命推选阿保机为汗。
- 907年：朱温逼迫唐哀宗禅让，建國號「梁」，史稱「後梁」。唐亡，進入五代十國時期。高季興任荊南節度使。後梁封錢鏐為吳越王。

### 五代十国／契丹（遼）
- 916年：耶律阿保機登基稱「大聖大明天皇帝」，定國號為「契丹」。
- 917年：南海王劉龑在番禺稱帝，國號「大越」。
- 918年：大越改國號為「漢」，史稱「南漢」。契丹定都臨潢府（巴林左旗）。
- 920年：创契丹大字。
- 923年：李存勗在太原稱帝，建國號「唐」，史稱「後唐」莊宗。同年唐軍攻入汴州，後梁亡。
- 924年：高季興受封為南平王，成立割據政權，以荊州為首府，史稱「南平」或「荊南」。
- 925年：後唐莊宗派郭崇韜、李繼岌率軍攻入成都，王衍投降，前蜀亡。
- 925年：耶律阿保機東征渤海國。
- 930年：东丹王耶律倍南逃后唐。
- 932年：西川節度使孟知祥殺東川節度使董璋，取得東川，被後唐明宗封為蜀王。
- 934年：孟知祥在成都稱帝，國號「蜀」，史稱「後蜀」。
- 936年：契丹與石敬瑭聯軍攻入洛陽，後唐滅亡。石敬瑭稱帝，國號「晉」，史稱「後晉」，移都開封。
- 938年：石敬瑭割讓燕雲十六州予契丹。
- 946年：契丹派張彥澤率兵入開封，石重貴投降，後晉亡。契丹改國號為「大遼」。
- 947年：河東節度使劉知遠於太原稱帝，國號「漢」，史稱「後漢」。
- 950年：郭威誅隱帝，建都汴，改國號「周」，史稱「後周」。後漢亡。
- 951年：南唐將領邊鎬率軍攻楚，佔領長沙，楚滅亡。馬殷舊將劉言起兵擊敗南唐軍，繼續據有楚地。
- 952年：王進逵殺劉言，控制楚地。
- 955年：部將潘叔嗣殺王進逵。潭州軍府事周行逢進軍朗州殺潘叔嗣，被後周任命為武平節度使，控制楚地。後周攻佔後蜀之秦、階、成、鳳四州。
- 960年：殿前都點檢趙匡胤謊報兵情，借口領兵到陳橋驛發動兵變，奪取後周帝位，建國號「宋」。

## 宋遼金夏

### 北宋／遼／西夏
- 962年：周行逢死，子周保權繼位，部將張文表起兵反叛，兵敗被殺。宋發兵攻佔潭州。
- 963年：宋軍攻佔江陵，高繼沖投降，荊南亡。宋軍平定武平。
- 964年：宋太祖發兵攻後蜀。
- 965年：孟昶投降，後蜀亡。
- 970年：宋發兵討伐南漢。
- 971年：劉鋹投降，南漢亡。
- 974年：宋發兵討伐南唐。
- 975年：宋軍攻陷金陵，李煜奉表投降，南唐亡。
- 978年：錢俶降宋，吳越亡。
- 979年：宋滅北漢。宋太宗起兵伐遼，敗於高梁河之战。
- 980年：遼景宗耶律賢發兵伐宋，遼軍攻佔瓦橋關後退去。
- 983年：大遼改國號回「契丹」。
- 986年：宋發兵伐遼，敗於岐溝關。
- 1004年：宋、遼訂立澶淵之盟。
- 1038年：李元昊稱帝，即夏景宗，定都興州並改稱為興慶府，國號「大夏」，史稱「西夏」。山西定襄—忻州一帶發生7.25級地震，造成32308人死亡，5600人受傷。
- 1042年：宋夏戰爭開始。
- 1043年：遼興宗以國內西南部的党項叛附西夏為由，於隔年冬率大軍伐夏。西夏求和不成，採取堅壁清野方式擊潰遼軍。
- 1044年：宋夏戰爭平息，雙方簽訂慶曆和議，宋朝承認西夏的割據地位。
- 1059年：夏毅宗參與政事，沒藏訛龐密謀刺殺夏毅宗，後被夏帝誅殺全家。
- 1066年：契丹再改國號回「大遼」。
- 1069年：宋神宗任王安石為參知政事，推動變法。
- 1081年：西夏內亂之際，宋以李憲為總指揮發動五路伐夏，奪下蘭州。
- 1082年：宋軍採取碉堡戰術，派徐禧興建永樂城，梁太后趁永樂城新建之初，率30萬大軍包圍攻陷，宋軍慘敗，史稱永樂城之戰。
- 1099年：夏崇宗親政後採取依附遼朝，與北宋修和的策略，逐年減少戰爭。
- 1114年：女真族完顏阿骨打起兵反遼。
- 1115年：完顏阿骨打於會寧府建都立國，國號「大金」。
- 1119年：宋江聚眾在梁山泊起事。前郭卡拉木地震，数千人死亡。
- 1120年：方臘率眾在歙縣七賢村起事。
- 1121年：宋軍生擒方臘，送往汴京誅殺。宋江戰敗被俘。
- 1122年：宋軍平定方臘餘黨。
- 1125年：遼天祚帝被俘，遼國亡。耶律大石率軍西行，於西域建立西遼。金朝西夏夾攻北宋，西夏佔領天德軍、雲內等地。
- 1126年：宋地被金朝強佔，並且被強索河東八館之地。金朝為了補償西夏，同意佔領陝西後將橫山地區歸還，但又違約。
- 1127年：金兵攻陷宋都汴京，擄走宋帝徽、欽二宗，史稱「靖康之變」。金國立張邦昌為帝，國號「大楚」，32天後張邦昌自行退位。宋康王趙構在南京（今河南商丘）登基為帝，史稱「南宋」

### 南宋／金／西夏
- 1129年：完顏宗弼揮軍南下，高宗南逃至杭州。完顏宗弼繼續揮軍南下，高宗乘船出海避難。宋將韓世忠率八千精兵，堵塞五萬金軍在黃天盪四十八天。史稱黃天盪之戰。
- 1130年：劉豫在金授意下即帝位，國號「大齊」，定都大名府，統治金所佔黃河以南地區。
- 1137年：金廢劉豫為蜀王，齊亡。
- 1138年：宋金初次協議，南宋取回包含開封的河南、陝西之地。
- 1140年：金朝撕毀協議，金兵分三路南侵，重佔開封與陝西等地，岳飛在郾城與金兵將領完顏宗弼會戰，力挫金兵，進兵朱仙鎮，收復了黃河以南一帶。
- 1141年：宋、金簽訂「紹興和議」，宋朝稱臣，並與金以淮河為界。
- 1161年：金主完顏亮起兵伐宋，被虞允文在采石矶击退，史称釆石磯之役。
- 1206年：鐵木真獲得尊號「成吉思汗」，建國於漠北，國號「大蒙古國」。
- 1208年：韓侂冑被殺，雙方議和，史稱嘉定和議。
- 1214年：南宋與蒙古協議聯手擊退金軍，南宋可獲河南作回報。
- 1215年：蒙古攻取金朝首都中都。
- 1217年：蒙古將中都改名為燕京。
- 1218年：蒙古灭西辽。
- 1224年：孛魯率軍從東面攻入西夏，攻陷銀州，夏將塔海被俘。
- 1227年：蒙古灭西夏。
- 1234年：蒙古與宋聯軍攻陷蔡州，金哀宗自殺，金末帝死於亂軍中，金亡。
- 1239年：宋軍收復被蒙古軍佔領的襄陽和其他地區。
- 1245年：蒙古軍越過淮河以南入侵宋。
- 1247年：蒙古凉州会盟，吐蕃归附。
- 1253年：蒙古灭大理国。
- 1259年：蒙哥大汗蒙哥親征釣魚城，被火炮擊傷，後逝於溫泉寺，蒙古軍撤退。
- 1260年：忽必烈即帝位。阿里不哥起兵，和忽必烈争位。蒙古发行纸币中统元宝交钞。
- 1260年：蒙古迁都开平。
- 1263年：蒙古將开平改名為上都 。
- 1264年：阿里不哥兵败投降。蒙古將燕京改名中都。
- 1267年：蒙古迁都中都，修建皇城和宫城。
- 1271年：蒙古改國號為「大元」，蒙古文稱為「大元大蒙古國」，史稱「元朝」。
- 1272年：元中都改名大都。
- 1273年：元颁布官修农书《农桑辑要》。
- 1274年：元第一次征日。
- 1275年：马可波罗到达中国。
- 1276年：元軍入临安，俘5歲宋帝恭宗。
- 1279年：宋軍於厓山海域敗於元軍，丞相陸秀夫負幼主趙昺跳海殉國，宋流亡政府亡。

## 元明清

### 元朝
- 1281年：第二次征日。
- 1287年：发行纸币至元通行宝钞。
- 1290年：直隶地震，约10万人死亡。
- 1291年：颁布法律《至元新格》。
- 1292年：马可波罗离开中国。
- 1303年：元朝和窝阔台汗国、察合台汗国约和，四大汗国一致承认元朝皇帝的宗主地位；洪洞趙城地震，造成200,000到475,800人死亡。
- 1304年：四大汗国彼此之间约和，蒙古帝国内战彻底结束。
- 1307年：在王忽察都兴建中都。
- 1313年：下诏恢复科举。
- 1322年：《大元圣政国朝典章》（《元典章》）修成。
- 1323年：颁布法律《大元通制》，《至元新格》停止使用。
- 1331年：《经世大典》修成。
- 1335年：废止科举。
- 1340年：恢复科举。
- 1344年：《辽史》、《金史》修成。
- 1345年：《宋史》修成。
- 1346年：颁布法律《至正条格》，《大元通制》停止使用。
- 1351年：韩山童、刘福通發動紅巾之亂。
- 1359年：红巾军攻陷上都，焚毁宫殿后离去。
- 1368年：朱元璋於南京稱帝，國號「大明」。明军攻陷大都，元惠宗率宗室、臣僚逃回蒙古草原，國號仍為「大元」，迁都上都，不再統治汉地，史稱「北元」。

### 明朝
- 1369年：北元迁都应昌。
- 1370年：定科举法。北元迁都和林。
- 1373年：颁布大明律。
- 1380年：丞相胡惟庸被處死，宰相制度自此廢止。
- 1381年：行里甲制。
- 1382年：明军攻取云南，元朝梁王把匝剌瓦尔密自杀。
- 1384年：再定科举取士制。
- 1387年：《鱼鳞图册》问世。明军攻取东北，元军统帅纳哈出降明。
- 1388年：天元帝内乱中被杀，此后北元去国号灭亡（清修《明史》说法为1402年），为鞑靼所取代。
- 1398年：明太祖死，建文帝即位。
- 1399年：靖難之役始。
- 1402年：燕軍攻克南京，建文帝失蹤，方孝孺被杀；燕王即位，是為明成祖。
- 1405年：郑和第一次下西洋。
- 1407年：《永乐大典》问世。
- 1420年：北京设东厂。
- 1421年：迁都北京。
- 1424年：明成祖駕崩，明仁宗、明宣宗父子相繼即位，開啟「仁宣之治」。
- 1435年：宣宗崩，九歲的朱祁鎮即位，是為明英宗，改元正統。
- 1449年：土木堡之变，宦官王振慫恿英宗親征瓦剌，明軍大敗，明英宗也被瓦剌军也先俘虜。同年，英宗弟朱祁鈺被立為帝，改元景泰，即景帝，命于謙與北京抵禦瓦剌入侵，瓦剌大敗，史稱「北京保衛戰」。
- 1457年：奪門之變，在景泰帝病重時，宦官曹吉祥、大臣石亨等人發動政變，迫景帝讓位，英宗再次稱帝，改元天元。
- 1490年：庆阳流星雨事件，砸死1万人。
- 1502年：《大明会典》问世。
- 1506年：王阳明被贬贵州。
- 1519年：王阳明平定宁王宸濠之乱。
- 1550年：庚戌之变。
- 1562年：严嵩遭罢免。
- 1556年：嘉靖大地震，死亡83万人。
- 1557年：葡萄牙获澳门居住权。
- 1563年：俞大猷、戚继光于福建破倭寇。
- 1566年：海瑞因非难嘉靖帝入狱。同年嘉靖帝驾崩，隆庆帝奉遗诏命海瑞出狱。
- 1570年：俺答封贡。
- 1572年：高拱遭罢免，张居正为首辅，推行改革。
- 1578年：李时珍《本草纲目》问世。
- 1583年：申时行任首辅。
- 1592年：日本丰臣秀吉出兵朝鲜，朝鮮向明朝求援，萬曆朝鮮之役始。
- 1596年：日本第二次出兵朝鲜。
- 1601年：意大利耶稣教会传教士利玛窦抵達北京。
- 1615年：爱新觉罗努尔哈赤定八旗制。
- 1616年：努尔哈赤即帝位，国号大金（后金），定都兴京。
- 1620年：魏忠賢升任秉筆太監，官宦之争起。
- 1622年：宁夏固原北部发生7级地震。
- 1623年：魏忠贤为东厂长官。
- 1626年：北京西南隅的工部王恭厂火药库发生王恭厰大爆炸，造成2万多人死伤。
- 1628年：陕西大饥荒，李自成乱起。
- 1629年：己巳之变。
- 1633年：山西爆发“明末大鼠疫”，后传入北京城，导致20余万人死亡。
- 1636年：大金改国号「大清」，皇太极称帝，清朝建立。
- 1637年：宋应星著《天工开物》。
- 1642年：洪承疇降清。
- 1644年：李自成建國號「大順」，攻陷北京，明亡。山海關總兵吳三桂引清兵入關，擊敗大順軍。清攝政王多爾袞與順治帝入關，遷都北京，入主中原。明鳳陽總督馬士英等擁立福王朱由崧於南京即帝位，為弘光帝。

### 清朝
- 1645年：剃发易服。
- 1645年：隆武绍宗（朱聿鍵）唐王即位福州。
- 1646年：紹武唐王（朱聿𨮁）即位于广州。永历桂王（朱由榔）即位肇庆。
- 1650年：郑成功以金门、厦门为据点抗清。
- 1658年：郑成功封延平郡王。
- 1659年：桂王逃缅甸。朱舜水归化日本，和水户学派往来。
- 1661年：郑成功攻台湾，驱荷兰人。
- 1662年：吴三桂杀永历桂王。
- 1666年：德国耶稣教会传教士汤若望去世。
- 1668年：山东郯城发生规模8.5级大地震，压毙5万余人。
- 1673年：三藩之乱起。
- 1679年：河北省大厂回族自治县夏垫镇发生8级大地震，是北京附近历史上发生的最大地震，死亡总数未知，但据估计约有超过45,500人死亡。
- 1683年：施琅攻台湾，郑克塽投降。
- 1695年：山西临汾发生8级大地震，死亡5万2600人。
- 1709年：宁夏中卫发生7级地震，死亡2千多人。
- 1716年：《康熙字典》问世。
- 1718年：甘肃通渭发生7.5级地震，死亡4万余人，伤3万余人。
- 1721年：台湾朱一贵举兵反清失败。
- 1723年：驱逐各地基督教传教士。
- 1725年：《古今图书集成》问世。
- 1735年：《明史》问世。
- 1739年：宁夏平罗，银川一带发生该区有史以来最大的8级地震，压死5万多人。
- 1740年：《大清一统志》问世。
- 1766年：《大清会典》问世。
- 1780年：《四库全书薈要》问世。
- 1782年：《四库全书》问世。
- 1786年：康定-泸定地震，据当时记载，地震死亡仅430余人，但因地震堰塞湖所淹没及坝倒大水冲刷使沿河两岸村镇因水灾死亡近10万人。
- 1787年：台湾天地会林爽文反清。
- 1796年：白莲教起义起。
- 1811年：禁止基督教传教。
- 1815年：禁鸦片。
- 1816年：印尼坦博拉火山的爆发造成全球性气温下降，云南全省出现严重饥荒。（无夏之年）
- 1839年：林则徐虎门销烟。第一次鸦片战争（1840－1842）。
- 1842年：中英簽署《南京條約》，第一次鴉片戰爭結束。
- 1851年：洪秀全成立太平天國。
- 1852年：曾国藩组湘军。
- 1853年：淮北捻军起。
- 1855年：咸丰黄河大改道。
- 1856年：英法联军入侵，第二次鸦片战争始。
- 1858年：清廷簽署中俄、中美、中英、中法的《天津條約》。
- 1860年：英法聯軍攻入北京，火烧圆明园。清廷簽署中英、中法、中俄的《北京條約》，英法联军之役結束。
- 1861年：洋務運動開始。恭親王奕訢設立首個外交機構總理各國事務衙門（總理衙門）。慈禧垂廉聽政開始。

- 1862年：甘陕同治回乱起。
- 1863年：石达开被杀。

斜幅黃龍旗(1862年-1889年)

- 1864年：洪秀全病逝。天京被湘軍攻破，湘军进行屠城。
- 1865年：李鸿章立江南制造局。
- 1866年：左宗棠设福州船政局。
- 1872年：太平天國最後一支軍隊覆滅。
- 1874年：甲戌风灾横过珠江口，先后吹袭香港及澳门，远至广州亦受灾害，香山县的死亡人数超过20,000人。
- 1875年：丁戊奇荒，一场罕见的特大旱灾饥荒，造成900万至1,300万人饿死。
- 1876年：沈葆禎聘法国工程師于台南建成億载金城。左宗棠讨伐阿古柏，李鸿章反对无效。
- 1877年：左宗棠占和阗，收复除伊犁地区外的新疆全部领土。随即上疏建议新疆改设行省。
- 1879年：中俄伊犁交涉。1880年春左宗棠在新疆部署兵事。日本正式吞并琉球，废除其国王，将琉球改为冲绳县。甘肃省武都区发生8级地震，导致大约22000人死亡。
- 1881年：中俄《伊犁条约》签定。
- 1885年：刘铭传任台湾省巡抚。台湾建立行省。
- 1887年：河南郑州下汛十堡（今惠济区花园口镇石桥村）发生黄河决口，致使200多万（一说93万；一说最保守估计150万；一说700万）人罹难。

大清黃龍旗(1889年-1912年)

- 1889年：光绪亲政开始。张之洞任湖广总督，推动洋务运动。
- 1894年：中日甲午战争始。日军在旅顺进行大屠杀，超过两万人遇害。唐景崧任台湾省巡抚。
- 1895年：與日本簽訂《馬關條約》，甲午戰爭結束。洋務運動失敗收場。
- 1898年：谭嗣同、康有为戊戌变法。
- 1899年：道士王圓籙于敦煌石窟第17窟发现大量书画经卷。
- 1900年：義和團事變。八國聯軍攻入北京，庚子戰爭。庚子俄难，俄军在海兰泡和江东六十四屯进行屠杀，超过七千人遇害。
- 1901年：废八股，用策论。清廷簽署《辛丑條約》。
- 1902年：鲁迅留日。
- 1904年：日俄战争始。
- 1906年：废科举。丙午风灾侵袭广东珠江口一带，肇庆高要的新江云松岭文阁上三层完全倒塌，下二层石额破裂，墙壁崩颓。东莞万顷沙围堤崩溃。
- 1907年：徐錫麟、馬宗漢、秋瑾被捕处死。
- 1908年：西江水灾，伤亡千余人。
- 1910年：东北鼠疫，波及69个县，共死亡6万余人。
- 1911年：黃兴广州起义，黄花岗事件。辛亥革命爆发，南方各省独立，清朝开始瓦解。
- 1912年：在袁世凯软硬兼施的逼迫下，清帝宣布退位，清朝正式灭亡。

## 共和国

### 中華民國大陸時期

中华民国五色旗

- 1911年：4月27日黄花岗起义。保路运动。10月10日湖北发生武昌起義，引发辛亥革命。
- 1912年：中華民國臨時政府 (南京)成立，孫文任臨時大總統。2月12日溥仪頒布《宣統帝退位詔書》，清朝亡。袁世凱於北京就任第二屆臨時大總統。
- 1913年：候任国务总理宋教仁被殺，革命党人发动二次革命，遂被北洋军大败，袁世凱就任第一屆大總統
- 1914年：第一次世界大戰（1914-1918）爆发。9月日本军队于山东半岛北岸龙口登陆，11月攻占青岛。
- 1915年：袁世凱稱帝，改國號為中華帝國，云南将领蔡鍔等南部革命家组成护国军發動護國戰爭。5月25日中日民四条约签订。中共创始人之一的陳獨秀創立《青年雜誌》
- 1916年：6月6日袁世凱病逝。黎元洪就任總統，段祺瑞任國務總理。10月31日黄兴病逝。
- 1917年：府院之爭，張勛拥护溥儀復辟失敗，孫中山廣州建大元帥府发动護法運動。吳稚暉編《國音字典》。毛澤東于長沙設新民學會。8月14日段祺瑞領導的北洋政府和中華民國第一屆國會通過了《對德宣戰案》，中華民國宣布对德意志帝國、奥匈帝國宣战，援助協约國[今 2]。9月22日廣州國會非常會議承認對德宣戰案。
- 1918年：魯迅發表小說《狂人日記》，抨击了中国古代“吃人”的封建思想。詩人蘇曼殊逝。中國科學社遷回國内，設在南京高師。汕头市发生7.2级大地震，1000人死亡。
- 1919年：五四運動。蔡元培辭去北京大學校長職。上海發起中國首次大規模罷工。中華革命黨改組為中國國民黨。北洋政府曹汝霖遭彈劾免職
- 1920年：爆發京國之爭，教育界做出以北京語音為標準音的決議，在學校推廣新國语。甘肃海原县发生8.5级大地震，是中国有地震记载中最高烈度地震之一，造成234,117到273,400人死亡。西北五马（马家军）联合自治。
- 1921年：1月，第一个“新文学”社团文学研究会成立。7月，郭沫若、郁达夫等人在日本东京成立创造社。10月，學衡社成立。嚴復逝。孫中山到廣州重建軍政府，稱「非常大總統」、中國共產黨宣告成立。外蒙古建立親苏俄的君主立憲政府，並宣布獨立，而北洋政府未予承认並發布聲明予以谴责。
- 1922年：胡適推行白話文運動。汕头市出现强烈台风，造成6万到10万人死亡。伍廷芳逝。劉伯明逝
- 1923年：《孙文越飞宣言》发表。二七大罢工。孫中山到廣州三建軍政府，準備聯俄容共。中国青年党于巴黎创立。
- 1924年：中国国民党第一次全国代表大会在广州召开，國共第一次合作（聯俄容共），黃埔軍校設立，组建北伐军。第二次直奉战争。
- 1925年：滇桂战争。孫文在北京病逝，廣州國民政府成立。國立東南大學校長郭秉文被免職。大理市发生了7.0级地震，5000人死亡
- 1926年：1月4日中国国民党第二次全国代表大会召开。三一八惨案。中山舰事件。5月1日曹錕宣布下野。7月9日蒋介石就职国民革命军总司令；国民革命军在广州誓师北伐。
- 1927年：國共第一次合作破裂、南京國民政府成立，寧漢分裂、四一二事變、剿共、中共發動南昌起义，展开武装割据。中共湖南省委发动秋收暴动，失败后中国工农红军进行三灣改編，自此中共确立“党指挥枪”。王國維自殺，其生前著有《人間詞話》。籌設中央研究院。甘肃古浪县发生了7.6级大地震，死亡4万余人。粤桂战争。

青天白日满地红旗

- 1928年：湘南暴动。济南惨案。皇姑屯事件。平江起义。蒋介石就任国民政府主席。张学良宣布東北易幟。北伐完成，國民政府初步實現中國統一。
- 1929年：梁啟超逝。蒋桂战争。中东路事件。陕西大旱，80%的县受灾，估计死亡加逃亡人数达300万。12月28日古田会议召开。
- 1930年：3月2日中国左翼作家联盟在上海市成立。3月24日汪精卫担任国民政府主席。中原大戰。中国工农红军第一方面军成立。中央苏区第一次反围剿战争。
- 1931年：中国第一辆汽车“民生牌75型”于奉天迫击炮厂下线。九一八事变，江桥抗战，東三省被日本关东军佔領。國民政府開始實行《建國大綱》的訓政時期計劃。中國共產黨在江西瑞京成立中華蘇維埃共和國（1931-1937），主張推翻中華民國國民政府和中國國民黨的統治。中国的几条主要河流如长江、珠江、黄河、淮河等都发生非常巨大的洪水，死亡人数估计到400万人。新疆富蕴县发生了8.0级地震，造成10,000人死亡。
- 1932年：一二八事變日本攻占上海。3月1日《建国宣言》宣布滿洲國成立，溥仪成为满洲国皇帝。5月5日淞沪停战协定签订。
- 1933年：长城抗战。巴金在成都著《家》、《春》、《秋》三部曲。中央將北平故宮博物院重要古物南遷。國聯十九國委員會反對承認滿洲國，日本抨擊國聯。福州發生閩變事件，成立「中華共和國」（1933-1934）。四川茂县叠溪镇发生了7.5级大地震，近10,000人死亡。
- 1934年：推行新生活運動。中国工农紅軍放弃瑞金及井冈山根据地，長征開始。沈從文著《邊城》。考古學家黃文弼著《高昌陶集》
- 1935年：中共举行遵義會議（毛澤東逐渐进入中共核心）。夏鼐等發掘殷墟。《为抗日救国告全体同胞书》发表。一二·九运动。
- 1936年：两广事变。张学良与楊虎成发动西安事變，兵谏蒋中正以求共同抗日，事变后張學良遭蒋中正軟禁直至晚年。魯迅逝，章炳麟逝，胡漢民逝。
- 1937年：7月7日盧溝橋事變，抗日戰爭全面爆發。國共第二次合作，成立「抗日民族統一戰線」。淞滬會戰，8月14日中日首次空戰，獲814空軍大捷。南京保卫战国军大败，随后日军发动南京大屠殺杀害约30万平民，十年建設（1928-1937）結束。
- 1938年：国军在台儿庄歼灭日军一万余人。日军攻占聊城。3月28日中华民国维新政府成立。武漢會戰。國民政府遷都陪都重慶，组重庆国民政府。
- 1939年：日軍轰炸重慶、潼關、洛陽、襄陽、西安、宜昌、泉州、成都等地。裴文中发现北京人头盖骨化石。9月，為紀念淞滬會戰中日首次空戰814空軍大捷，國民政府正式下令8月14日為空軍節。天津发生大水灾。
- 1940年：3月30日汪精衛於南京成立傀儡政权（南京国民政府），发表《和平建国十大政纲》。5月1日枣宜会战开始。12月30日延安新華廣播電台開始播音。
- 1941年：皖南事变。太平洋戰爭（1941-1945）起。12月9日國民政府对納粹德国、意大利王國及日本帝國宣戰；「滿洲國」對美、英宣戰。陈纳德“飞虎队”入华作战。
- 1942年：中國遠征軍入緬作戰起，投入兵力總計40萬人，傷亡接近20萬人。5月15日浙赣会战开始，5月28日金华沦陷。
- 1943年：1月9日南京汪精卫政府向英国美國宣戰，日、汪聯合發表《日華共同宣言》、締結《交还租界及撤废治外法权协定书》[今 3]:7031。中、美、英三盟國在開羅發表對日作戰的開羅宣言。
- 1944年：豫湘桂會戰。盟軍轟炸機首次從成都起飛轟炸日本本土及日軍佔領區，共1614架次。11月10日汪精卫逝。
- 1945年：中共七大召開，毛澤東當選中國共產黨中央委員會主席。苏联武装军事占领滿洲地区。國軍陸軍總司令何應欽將軍代表同盟國在南京市接受日軍投降，抗日戰爭結束。因受降接收问题发生国共冲突，國共和談後簽訂雙十協定。中華民國國民政府根据中蘇友好同盟條約，宣布承認外蒙古獨立，并隨後表示支持蒙古人民共和國加入聯合國。昆明五华山事件。
- 1946年：1月5日承认外蒙古独立。第二次國共內戰起。詩人聞一多被殺。《中華民國憲法》通過。《中美友好通商航海条约》签订。
- 1947年：《中華民國憲法》公布，正式施行憲政。国民革命军实行軍隊國家化，改称中華民國國軍。北塔山事件。鲁南战役。中华民国国军攻入延安。臺灣發生二二八事件。
- 1948年：蔣中正當選行憲後第一任中華民國總統，國民政府改组成立中華民國政府。金圓券風暴。上海《观察》杂志被查封。中国人民解放军通过三大战役（三大会战）重创中华民国国军，国共双方军事实力反转。

### 兩岸分治時期
- 1949年：中華民國總統蔣中正「下野」。紫石英号事件。中華民國先遷都廣州，随后解放军攻占南京，再遷都重慶，接著在不足半月內遷都成都。台灣省政府主席兼台灣省警備總司令陳誠頒布台灣省戒嚴令。美軍放棄青島基地。中华人民共和国成立并定都北京。金門古寧頭戰役。中華民國政府遷都臺北。發行新台幣，取代舊台幣。西南战役。
- 1950年：朝鮮戰爭（1950-1953）爆發，美國派遣第七艦隊巡弋台灣海峽。陳儀在台北被處決。
- 1951年：日本與美國等48國簽訂《舊金山和約》，聲明放棄對台灣、澎湖的主權。中国人民解放军进驻西藏地区。
- 1952年：刘青山、张子善被执行枪决，引发了三反五反运动的高潮。4月28日《中華民國與日本國間和平條約》在臺北簽訂。7月25日澳门关闸冲突。
- 1953年：中华人民共和国第一次全国人口普查。7月16日東山島戰役。7月27日朝鲜停战协定签订。周恩来提出和平共处五项原则。
- 1954年：长江洪水。蔣中正當選第二任中華民國總統。九三炮战。7月23日国泰航空民航客机遭解放军空军击落。
- 1955年：一江山岛战役。台山列岛海战。大陳島撤退。4月11日克什米尔公主号事件。7月1日全国开展“肃反运动”。
- 1956年：2月1日《人民日报》公布第一批230个简化字。5月2日毛泽东提出“双百方针”。4月25日毛泽东作《论十大关系》讲话。“三大改造”基本完成。國立清華大學在台復校。中国第一批量产汽车解放牌汽车于中国第一汽车制造厂完成组装。
- 1957年：整风运动。反右运动。5月7日美国鬥牛士导弹部署台湾。5月24日美國駐台北大使館遭群眾破坏。
- 1958年：大跃进（除四害）。黄河洪水。8月23日金門炮戰。9月2日中央电视台开播。10月4日台北中兴桥通车。國立交通大學在台復校。
- 1959年：全國性三年大饑荒。藏区骚乱，第十四世达赖喇嘛流亡印度。4月27日，刘少奇当选中华人民共和国主席。7月2日庐山会议召开。台湾中南部八七水災。空喀山口事件。
- 1960年：美国总统艾森豪威尔访问中华民国台湾。台湾中横公路正式通车。东风一号，第一枚近程导弹发射成功。
- 1961年：台湾第一座核子反应堆建成。8月15日中国第一条电气化铁路宝鸡至凤州段通车运营。10月27日聯合國大會通過决議，蒙古人民共和國加入聯合國，中華民國未出席。
- 1962年：毛泽东在七千人大会上作自我批评。中印边境战争。10月12日中朝边界条约签订。台灣電視公司開播。胡適逝世。
- 1963年：全国开展学雷锋活动。四清运动。8月海河特大洪灾。九评苏共。香港中文大学成立。
- 1964年：湖口兵变。第一颗原子弹爆炸成功。麥克阿瑟公路通車。6月14日石門水庫峻工典礼。
- 1965年：3月5日陳誠逝世。6月30日美援中止。八六海战。9月1日西藏自治区成立。11月10日姚文元发表评新编历史剧《海瑞罢官》。
- 1966年：文化大革命开始。毛泽东接见红卫兵。红八月（“破四旧”，八二三事件，老舍自杀身亡）北部橫貫公路通車。白崇禧逝。
- 1967年：二月抗争。6月17日首枚氢弹爆炸。台北市升格為直轄市。10月17日溥仪逝世。
- 1968年：七里沁岛事件。10月31日刘少奇被开除中共党籍。12月22日毛泽东发起上山下乡运动。
- 1969年：2月24日远东航空104号班机空难。尼木事件。珍宝岛事件。10月31日中国电视公司开播。11月12日刘少奇去世。
- 1970年：泰源事件。4月24日东方红一号发射。4月25蔣經國在美國遭槍擊。12月26日第一艘核潜艇下水。

五星红旗

- 1971年：3月26日澎湖跨海大桥通车。10月25日联合国大会2758号决议承认中华人民共和国为中国代表，取代中華民國行使在聯合國的一切合法權利。九一三事件。
- 1972年： 尼克松访华，发表《中美联合公报》。日本與中華民國斷交，与中华人民共和国发表《中日联合声明》，建立外交关系。
- 1973年：2月6日四川炉霍大地震。7月16日计划生育领导小组成立。8月26日第一台每秒钟运算100万次的集成电路电子计算机试制成功。
- 1974年：1月18日江青、王洪文等發起「批林批孔運動」。1月19日西沙之战。2月22日毛泽东提出“三个世界”的理论。
- 1975年：邓小平任中共中央副主席兼中国人民解放军总参谋长。2月4日海城大地震。4月5日蔣中正逝世。沙甸事件。河南“75·8”水库溃坝。广东八四海难。11月29日第一次回收卫星成功。
- 1976年：1月8日周恩来逝世。四五运动。7月6日朱德去世。7月28日唐山大地震。9月9日毛泽东逝世。10月6日怀仁堂政变，文化大革命结束。
- 1977年：7月16日中共十届三中全会召开，邓小平复出。9月19日邓小平提出“拨乱反正”。12月10日恢复高考。
- 1978年：1月1日《新闻联播》首次播出。真理标准大讨论。12月18日中国共产党十一届三中全会召开，提出“对内改革、对外开放”、“解放思想、实事求是”的理论。蔣經國當選第六任中華民國總統。
- 1979年：美國與中華民國斷交，与中华人民和国建交。对越自卫反击战。全国人大常委会发表《告台湾同胞书》，停止炮击金门。12月10日美麗島事件。
- 1980年：中正纪念堂完工。深圳经济特区成立。新竹科学工业园区成立。9月10日趙紫陽接替華國鋒出任中華人民共和國國務院總理。
- 1981年：《关于建国以来党的若干历史问题的决议》通过。
- 1982年：中国大陆人口总数突破10亿。
- 1983年：中国民航296号航班劫机事件。
- 1984年：蔣經國當選第七任中華民國總統。中華人民共和國與英國簽署《中英聯合聲明》。
- 1985年：中国民航5109号班机空难。
- 1986年：民主進步黨成立。李遠哲獲得諾貝爾化學獎。八六学潮。
- 1987年：中華民國台灣省戒嚴令解除，開放報禁、黨禁、大陸探親。中華人民共和國與葡萄牙簽署《中葡聯合聲明》。赵紫阳当选中共中央总书记和中共中央军委副主席。
- 1988年：蔣經國逝。赤瓜礁海战。沪杭铁路列车相撞。中国民航301号班机空难。9月29日首枚中子弹实弹爆炸。
- 1989年：胡耀邦病逝。八九民運。六四清场。中共十三届五中全会江泽民就任中共中央总书记和中央军委主席；改革开放暂缓。《中华人民共和国集会游行示威法》出台。中国东方航空5510号班机空难。中国国际航空981号班机劫机事件。
- 1990年：李登輝當選第八任中華民國總統。台湾爆发野百合學運。《中華人民共和國香港特別行政區基本法》正式颁布。北京亚运会。中华人民共和国与新加坡共和国建交。上海证券交易所与深圳证券交易所先后成立。
- 1991年：江青自杀。中華民國廢止《動員戡亂時期臨時條款》。
- 1992年：邓小平南巡。李洪志创立法轮功。大韩民国与中华人民和国建交，与中华民国断交。上海市浦东新区成立。
- 1993年：汪辜会谈。新黨成立。
- 1994年：3月31日千岛湖事件。6月6日中国西北航空2303号班机空难。11月27日阜新市艺苑歌舞厅火灾
- 1995年：5月1日開始實行五天工作制。李登輝訪美。
- 1996年：第三次台灣海峽危機。中華民國舉行首次總統直選，李登辉、连战当选首任民选正副总统。
- 1997年：2月19日邓小平逝。7月1日香港主權移交至中華人民共和國。亚洲金融风暴。
- 1998年：3月17日朱镕基就任中华人民共和国国务院总理。長江大水。
- 1999年：李登輝提出兩國論。中共镇压法轮功。921大地震。澳门政權移交至中華人民共和國。
- 2000年：武汉航空343号班机空难。陈水扁、吕秀莲当选中華民國正、副总统，民主進步黨首次执政。
- 2001年：南海撞机事件。天安门自焚事件。张学良逝。北京举办夏季世界大学生运动会。中华人民共和国加入世界贸易组织。
- 2002年：中華民國以「臺澎金馬個別關稅領域」加入世界贸易组织。中国人民解放军首次环球航行。爆发严重急性呼吸道综合征疫情（SARS）。中共十六大召开，胡锦涛接任中国共产党中央委员会总书记。
- 2003年：3月15日胡锦涛当选中华人民共和国主席，温家宝当选中华人民共和国国务院总理。10月15日，太空人楊利偉乘坐神舟五號順利完成了中國第一次載人航天飛行任務。
- 2004年：三一九枪击事件。陈水扁连任中华民国总统。11月21日中国东方航空5210号班机空难。
- 2005年：1月8日中越北部湾冲突。反日示威活动。三二六护台湾大游行。作家巴金逝世。
- 2006年：2月27日国家统一纲领终止。7月1日青藏铁路全线通车。百万人民倒扁运动。
- 2007年：台灣高速鐵路1月5日通車。曾荫权当选香港第三届行政长官。
- 2008年：馬英九當選中華民國總統。汶川大地震。北京夏季奥运会。9月27日翟志刚步出神舟七号成为首个太空行走的中国宇航员。
- 2009年：哈爾濱舉行第二十四屆冬季大學生運動會。乌鲁木齐七五事件。八八水災。
- 2010年：中国―东盟自由贸易区启动。海峽兩岸經濟合作架構協議（ECFA）簽訂。上海舉辦世界博覽會。臺北縣升格為新北市，臺南縣市、高雄縣市、臺中縣市分別合併升格為直轄市。
- 2011年：1月1日中俄原油管道投入运行。中國國內生產總值超越日本成為全球第二大經濟體。蓬莱19-3油田溢油事故。深圳举办世界大学生夏季运动会。10月10日，中華民國100年國慶。
- 2012年：馬英九當選第13任總統。第8屆立委選舉。薄熙来、周永康等被捕。11月15日，習近平當選中國共產黨中央委員會總書記及中國共產黨中央軍事委員會主席。
- 2013年：4月20日芦山地震。洪仲丘事件。臺紐經濟合作協定（ANZTEC）、臺星經濟合作協定（ASTEP）簽訂。
- 2014年：3月1日昆明火车站恐怖袭击。香港雨傘革命。台灣太陽花學運。7月23日复兴航空222号班机空难。九合一選舉。
- 2015年：2月4日復興航空235號班機空難。纪念中国人民抗日战争暨世界反法西斯战争胜利70周年大会。11月7日两岸领导人会面。12月20日深圳滑坡事故。
- 2016年：蔡英文當選總統。2月8日旺角骚乱。高雄美濃地震。
- 2017年：3月17日高雄三民區下水道火警事故。815全臺大停電。
- 2018年：中美贸易战爆发。花莲地震。习近平修改宪法废除领导人连任限制。宜蘭普悠瑪列車出軌。2018年中華民國直轄市長及縣市長選舉
- 2019年：嫦娥四号在月球背面的冯·卡门撞击坑内软着陆。香港反對逃犯條例修訂草案運動。中華民國同性婚姻合法化。武汉新冠疫情爆发。
- 2020年：中國大陸各地因疫情進入封閉管理狀態。蔡英文连任中华民国总统。《中華人民共和國香港特別行政區維護國家安全法》颁布。中国南方水灾。李登輝逝。嫦娥五号从月面带回岩石和土壤。
- 2021年：《中华人民共和国民法典》实施。6月17日神舟十二号发射，三名航天员进驻天和核心舱。11月18日驻立陶宛台湾代表处挂牌成立。
- 2022年：北京举办第二十四届冬季奥林匹克运动会。东航坠机事件。上海封城。中共二十大举行，习近平连任中共中央总书记，开始其最高领导人的第三个任期。中华民国举行2022年九合一選舉。中国大陆各地爆发反对动态清零的抗议活动。12月，新冠清零政策终止，中國大陸逐步解封。中共第三代领导核心、前中共中央总书记江澤民逝世。
- 2023年：习近平再度连任中国国家主席，成为自1949年中华人民共和国成立以来，首位开展第三个任期的国家元首[網 1][網 2]。河北水灾。李克强逝世。
- 2024年：賴清德當選中華民國總統。香港特别行政区《维护国家安全条例》刊宪生效。嫦娥六号从月背带回岩石和土壤。
- 2025年：“神舟二十号”成功發射。

## 外部連結
- 歷史年表. 國立歷史博物館.
- 中國歷史概述（页面存档备份，存于）
- 中國歷史時間表（页面存档备份，存于）（英文）
- 維基媒體的中國歷史地圖集 （英文）